# 坂東三津五郎 (8代目)
八代目 坂東 三津五郎（はちだいめ ばんどう みつごろう、1906年（明治39年）10月19日 - 1975年（昭和50年）1月16日）は、日本の俳優、歌舞伎役者。屋号は大和屋。定紋は三ツ大、替紋は花勝見。本名は守田 俊郎（もりた としろう）。青年期より敵役や老役を得意とし、重要無形文化財保持者（人間国宝）にも認定されたが、フグ毒にあたって急逝した。

## 生涯

### 年譜
- 1906年（明治39年）　東京市下谷区二長町に生まれる。生後すぐ、七代目坂東三津五郎の養子に入る。
- 1913年（大正2年）　市村座『奴凧廓春風』での舞鶴屋小傳三で三代目坂東八十助を襲名し初舞台。
- 1921年（大正10年）11月9日、父三津五郎の市村座脱退に伴い彼も市村座を脱退し翌1922年（大正11年）6月、松竹に移籍する。
- 1928年（昭和3年）6月　明治座『鞍馬源氏』の牛若丸で六代目坂東蓑助を襲名。
- 1932年（昭和7年）　劇団新劇場を設立。
- 1936年（昭和11年）　四代目中村もしほ（十七代目勘三郎）、九代目市川高麗蔵（十一代目團十郎）、五代目片岡芦燕（十三代目我童、歿後に十四代目仁左衛門を追贈）らと東宝劇団に行く。このことが原因で養父・七代目三津五郎からは勘当同然の扱いをされる。東宝では夏川静江とコンビの「宮本武蔵」など新作物で活躍。
- 1938年（昭和13年）7月　上海戦線で慰問活動。その後、北支、蒙古方面に慰問[3]。
- 1940年（昭和15年）3月、東宝との契約満了につき、松竹に復帰する。5月には角座に出演し関西歌舞伎に籍を置く。
- 1957年（昭和32年）9月　歌舞伎座『寒山拾得』で養父・七代目三津五郎と久し振りに舞台を共にする。
- 1962年（昭和37年）9月　歌舞伎座『六歌仙容彩』（喜撰）他で八代目坂東三津五郎を襲名。
- 1966年（昭和41年）5月  日本芸術院賞受賞[4]
- 1975年（昭和50年）1月16日　京都南座の初春興行『お吟さま』に出演中、好物のトラフグの肝による中毒で急死、68歳没。

## 人物
歌舞伎に限らず、近代劇の創始者の一人である小山内薫の影響を受けて、1932年（昭和7年）には劇団新劇場を設立している。その後は東宝劇団、関西歌舞伎を経て再び東京に戻った。
孫の十代目三津五郎の回想によると、読書家・博識家で、役作りのために国立国会図書館に連日赴いて資料を探したというほどの勉強家だったという。
坂東流の家元として踊りの稽古はとても厳しいもので、時には殴る蹴るで教えることもあったという。東宝劇団時代には俳優の伊藤雄之助に厳しい態度で臨んで自殺寸前にまで追い込んでいる。ただし「結局は本人のためになる、いわば愛の鞭なのだ」と人に漏らしており、後年伊藤が大成してからは優しくなったという 。　
母親が老いると毎日欠かさず食事を自ら用意した。口に合うよう苦心していた親孝行ぶりが伝わる。
晩年は人間国宝に認定されたりする一方で、その家庭は不遇だった。妻と死別の後再婚した女性が梨園のしきたりをまったく守ろうとしない人物で、これがもとで娘夫婦と次第に不仲となり、女婿の七代目坂東蓑助（九代目三津五郎）や孫の五代目坂東八十助（十代目三津五郎）と舞台を共にする機会は皆無となってしまっていた。書画骨董の蒐集で有名だったが、後述する急死の後、そのほとんどがこの再婚相手によって売却されてしまったという。
美食家としても知られ、日頃よりあらゆる美食を楽しんだ。一方で庶民の味には疎かったらしく、孫の十代目三津五郎がまだ少年だった頃、一緒に初めて札幌ラーメンを食べて「世の中にはこのような美味い物があるのか」と驚いていたという。

## フグ中毒
八代目三津五郎の急死は、以後「フグ中毒」といえば「三津五郎」の名が必ず例に挙げられるようになるほどの大事件だった。この事件は、危険を承知の上で毒性の高い肝を四人前も平らげた三津五郎がいけなかったのか、フグ調理師免許を持っているはずの板前の包丁捌きがいけなかったのかで話題となった。
裁判では、調理師の予見可能性が争点となった。当時はまだフグ中毒事件を起こした調理師に刑事裁判で有罪判決が下ることは稀だったが、 1980年（昭和55年）4月18日に最高裁判所判決で調理師の有罪が確定した。

## 出演

### テレビ
- こども劇場「悪十兵衛とその息子」（1963年5月26日、NHK）
- NHK大河ドラマ
  - 赤穂浪士（1964年、NHK） - 柳沢吉保 役
  - 三姉妹（1967年、NHK） - 斎藤弥九郎 役

### 映画
- 1937　故郷 　伊丹万作監督　...　和田堅太郎
- 1939　忠臣蔵　東宝 　...　垣見五郎兵衛
- 1941　芸道一代男 　特作プロ 　中村翫雀
- 1946　歌麿をめぐる五人の女 　松竹　喜多川歌麿
- 1955　水戸黄門漫遊記　幽霊城の佝僂男　東映　原田大輔
- 1955　修禅寺物語　（夜叉王）
- 1956　白扇　みだれ黒髪 　東映　鶴屋南北
- 1956　水戸黄門漫遊記　鳴門の妖鬼 　東映
- 1956　新諸国物語　七つの誓い・三部作　高山伊織
- 1956　侍ニッポン　新納鶴千代　（井伊直弼）
- 1957　大忠臣蔵 　松竹　加古川本蔵
- 1957　水戸黄門 　東映 酒井忠清
- 1957　若さま侍捕物帳　鮮血の人魚 　東映　青山玄蕃
- 1957　素浪人忠弥
- 1957　黄金の伏魔殿　（鳥居燿蔵）
- 1957　鶴八鶴次郎　東映
- 1957　若獅子大名　東宝　（安藤帯刀）
- 1958　サザエさんの婚約旅行 　宝塚映画　磯野本家の伯父（若松）
- 1958　眠狂四郎無頼控 魔剣地獄　（兵頭掃部）
- 1958　忠臣蔵 暁の陣太鼓　東宝　不破数右衛門
- 1959　ジャン有馬の襲撃 　大映　本多上野介正純
- 1959　かげろう絵図 　大映
- 1959　大学の28人衆
- 1959 槍一筋日本晴れ　千坂兵部
- 1959　夜の素顔
- 1960　遊侠の剣客 つくば太鼓　第二東映　大牟田双学）
- 1960　森の石松鬼より恐い　東映　（須走りの多蔵（劇場の守衛文吉爺さん））
- 1960　あばれ駕篭　東映　（市川団十郎）
- 1961　大江戸喧嘩まつり 　第二東映京都
- 1961　宮本武蔵 　東映　池田輝政
- 1961　鉄火大名　東映 徳川家康
- 1961　家光と彦左と一心太助　東映　柳生但馬守宗矩）

## 著書
- 『父三津五郎』演劇出版社、1963年
- 『聞きかじり 見かじり 読みかじり』三月書房、1965年、新版2000年
- 『戯場戯語』中央公論新社、1968年、新版1978年。第17回日本エッセイストクラブ賞受賞
- 『虚仮の戯言』淡交社、1968年
- 『言わでもの事』文化出版局、1971年
- 『東海道歌舞伎話』日本交通公社、1972年
- 『歌舞伎　虚と実』玉川大学出版部、1973年
- 『食い放題』日本経済新聞出版局、1975年／光文社文庫、2007年
- 『歌舞伎　花と実』玉川大学出版部、1976年

### 共著
- 『隈取り　舞台のメークアップ』、森田拾史郎との共著、芳賀書店、1969年
- 『芸のこころ　心の対話』、安藤鶴夫との対談、日本ソノ書房、1969年／ぺりかん社、1982年／三月書房、2011年
- 『芸十夜』、武智鉄二との対談、駸々堂出版、1972年
- 『骨董夜話』平凡社、1975年、著者の一人

## 伝記
- 田口章子『八代目坂東三津五郎　空前絶後の人』ミネルヴァ書房<ミネルヴァ日本評伝選>、2013

## 家族
- 兄弟：青柳信雄、光子
- 三女：坂東寿子（）（日本舞踊家[注釈 2]）
- 義弟：二代目中村又五郎（妹光子の夫）
- 女婿：九代目坂東三津五郎
- 孫：十代目坂東三津五郎、池上季実子
- 曾孫：二代目坂東巳之助、守田菜生
- 甥：十一代目岸澤式佐（常磐津節三味線方）

## 栄典
- 紺綬褒章 - 1964年（昭和39年）
- 紫綬褒章 - 1970年（昭和45年）